# Сэмюэл, Гленрой
Гленрой Сэмюэл (англ. Glenroy Samuel; 5 апреля 1990, Сан-Хуан, Тринидад и Тобаго) — тринидадский футболист, вратарь.

## Карьера
Выступал за различные тринидадские команды. В 2009 году в составе сборной страны до 20 лет принял участие в финальной части Чемпионате мира по футболу среди молодёжных команд в Египте. На групповом этапе принял участие во всех трех матчах национальной команды, в которых пропустил шесть мячей. Тринидадцы набрали одно очко и заняли последнее четвертое место в группе.
В течение нескольких лет голкипер вызывался в расположение основной сборной Тринидада и Тобаго, но сыграл за нее он только один раз: 3 июня 2016 года Сэмюэл после перерыва сменил на последнем рубеже Марвина Филлипа в товарищеском матче против Китая. Во втором тайме голкипер пропустил дважды, а «воины сока» потерпели поражение со счетом 2:4.

## Достижения
- Обладатель Кубка Тринидада и Тобаго (2): 2012/13, 2014/15.